# 朝鲜化
朝鲜化，又称北韩化，是指中国共产党中央委员会总书记习近平自2017年中共十九大开展第二任期以来，有关媒体和学界对中华人民共和国内政外交趋势的一种主观描述。

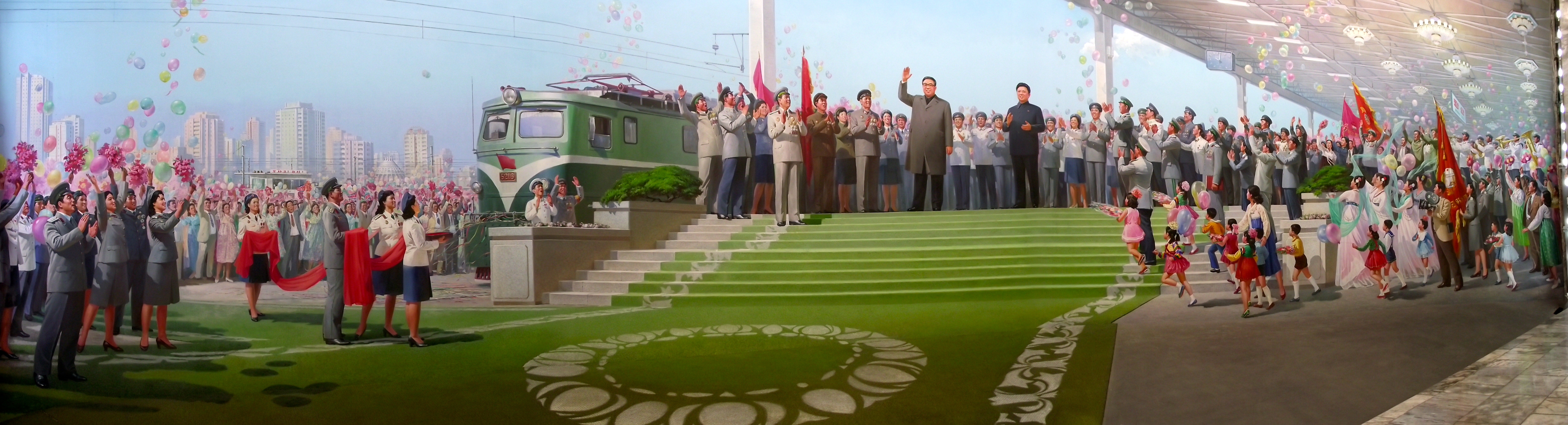
朝鲜宣传画

## 事件与细节
2016年习近平访问朝鲜民主主义人民共和国，有评论认为此访后中国在各个方面加速朝鲜化。所谓朝鲜化，就是实行极端的闭关锁国和专制集权政策。在新疆地区设立的再教育营被认为是朝鲜化的区域实验。
2018年习近平通过修宪恢复领导干部终身制后，外媒就传出中国朝鲜化的迹象。英国《每日明星报》认为，习近平终身执政，使得中国更像是北朝鲜。
2020年，中国国家网信办掀起对网络自媒体的集中整顿运动，进一步压制言论自由，被指在习近平治下，中国的网络舆论空间日趋朝鲜化。
社会学家孔誥烽认为，中国的朝鲜化进程受到2020年新冠疫情和经济萧条的影响，大大加快了步伐，并指如果中国完全朝鲜化，对世界的负面影响远比朝鲜要大。
2022年佩洛西访问台湾后，北京举行大规模环台军演，被指类似于朝鲜无预警发射飞弹穿越他国领空的行径。
2022年10月，习近平再次连任中共中央总书记后，《自由时报》刊发社论，题为《習近平把中國「北朝鮮化」了》，指习近平掌权后，已经逐渐放弃邓小平所开启的党国资本主义改革开放，加快与西方发达国家脱钩进程，构建自给自足的内循环经济体制，对外政策上放弃韬光养晦，主张更加强硬的战狼外交，这些都是中国朝鲜化的体现。
中国作家慕容雪村在2023年接受自由亚洲电台采访时认为，中国未来有大概率会变成朝鲜。2023年3月，习近平史无前例再次连任国家主席时，受到全国人大代表全票通过，并成为中华人民共和国历史上任期最长的国家主席，被认为是朝鲜化的又一迹象。
2023年10月，前国务院总理李克强突发心脏病去世。李克强被视为主张改革开放的中共改革派领导人，其猝逝引发关于中国进一步朝鲜化的担忧。